# Лесун, Геннадий Николаевич
Генна́дий Никола́евич Лесу́н (бел. Генадзь Мікалаевіч Лесун; род. 5 сентября 1966, Минск, СССР) — советский и белорусский футболист, защитник, в прошлом игрок национальной сборной Беларуси.

## Клубная карьера
Лесун был столпом обороны минского «Динамо». В чемпионате СССР он забил 4 мяча и один автогол, в 1989 году в матче с московским «Спартаком». После распада СССР шесть лет выступал за различные клубы Беларуси и Израиля. В 1998 играл в «Анжи» Махачкала. В 1999 хотел перейти в «Локомотив» Нижний Новгород, но клуб не подписал с ним контракт.

## Тренерская карьера
По завершении карьеры — на тренерской работе. Работал в минских «Локомотиве» и «Партизане». С января 2013 по 2014 год — главный тренер команды 1997 г.р. в футбольной школе «Динамо» (Минск). С 2015 года тренировал клуб «Берёза-2010» из Брестской области.

## Национальная сборная
За сборную Беларуси в период с 1992 по 1994 годы провёл 4 игры.

## Личная жизнь
Брат Виталий (род. 1974) тоже стал футболистом.